# HC Eemvallei
HC Eemvallei is een Nederlandse hockeyclub uit Amersfoort. De club is opgericht in 1974 als MHC Bunschoten en in 2007 verhuisd naar Amersfoort. De club is gevestigd in de wijk Vathorst.
In Bunschoten werd nog gespeeld op twee grasvelden. Deze hebben in Amersfoort plaatsgemaakt voor vier kunstgrasvelden, verdeeld over twee locaties. De hockeyclub telt ruim 1180 leden (eind 2020).
De club is in samenwerking met gemeente en andere betrokkenen bezig om te oriënteren op een nieuwe locatie waarbij alle leden in de toekomst op dezelfde locatie hun sport kunnen beoefenen. HCE is 1 van de 2 clubs in Amersfoort. De andere club is Amersfoortse mixed hockey club.
Seizoen 2021/2022 komen alle teams van HC Eemvallei uit in een vernieuwd tenue. Het nieuwe tenue bestaat uit een donker groen shirt met witte diagonale streep en is daarmee een moderne versie van het originele herkenbare donker groene shirt, donkerblauwe rok/broek en donkerblauwe sokken.